# Щипець

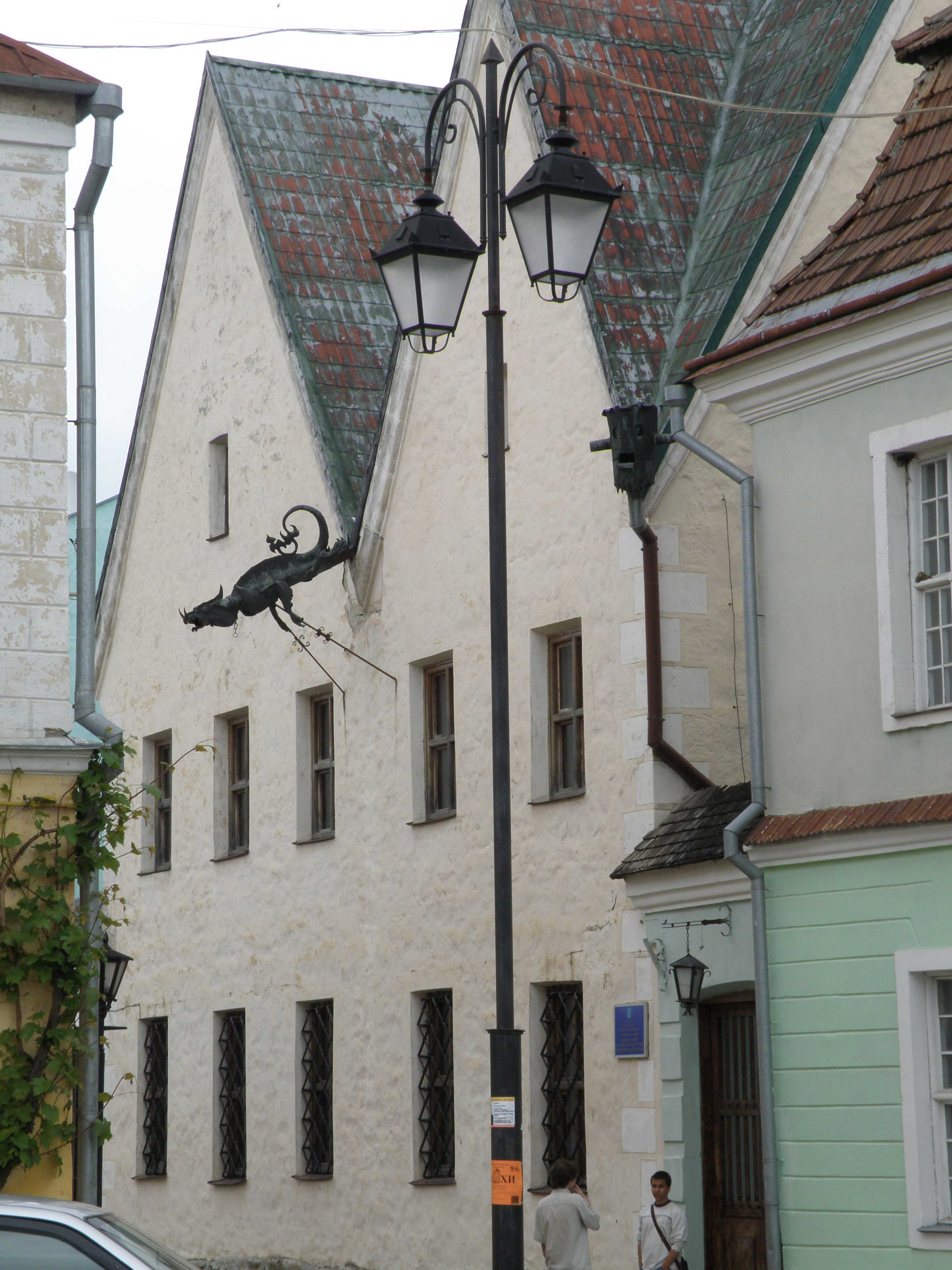
Будинок Руського магістрату (XVII сторіччя) у Кам'янці-Подільському

Щипе́ць — в архітектурі: верхня частина стіни, зазвичай трикутної форми, обмежена схилами даху. Відрізняється від фронтону тим, що не відокремлений знизу горизонтальною тягою чи карнизом. Також щипцем називають декоративний трикутник над вікнами та дверима у готичній архітектурі.
Багато декоровані щитові стіни храмів та кам'яниць.

## Галерея

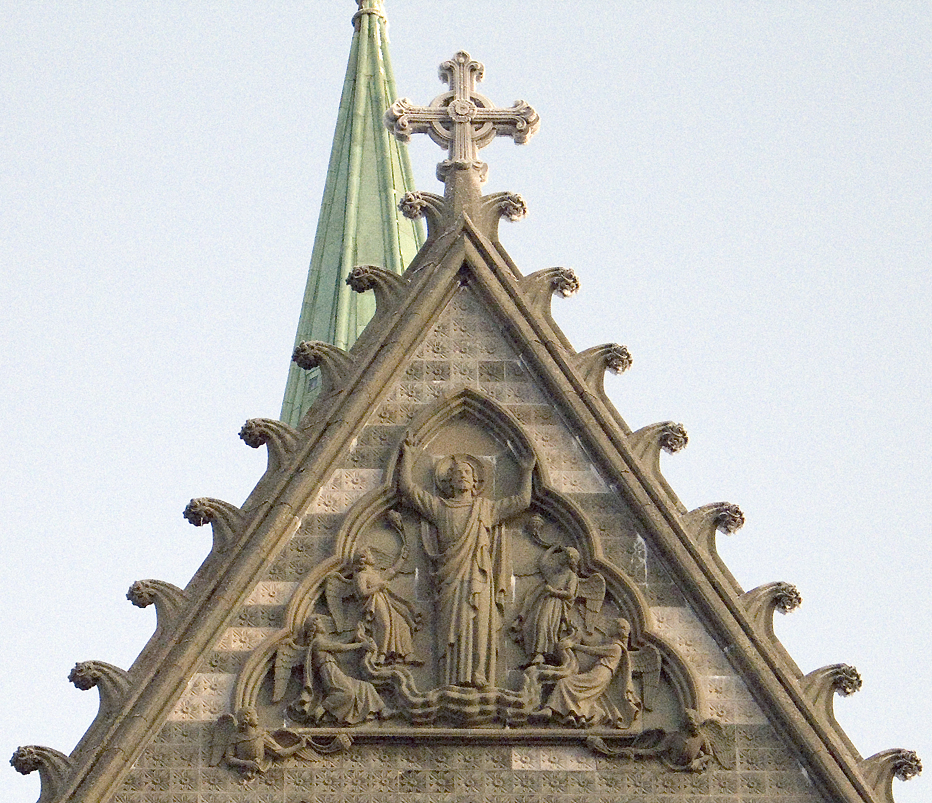
Щипець катедри Нідаросдомен у Тронгеймі (Норвегія)
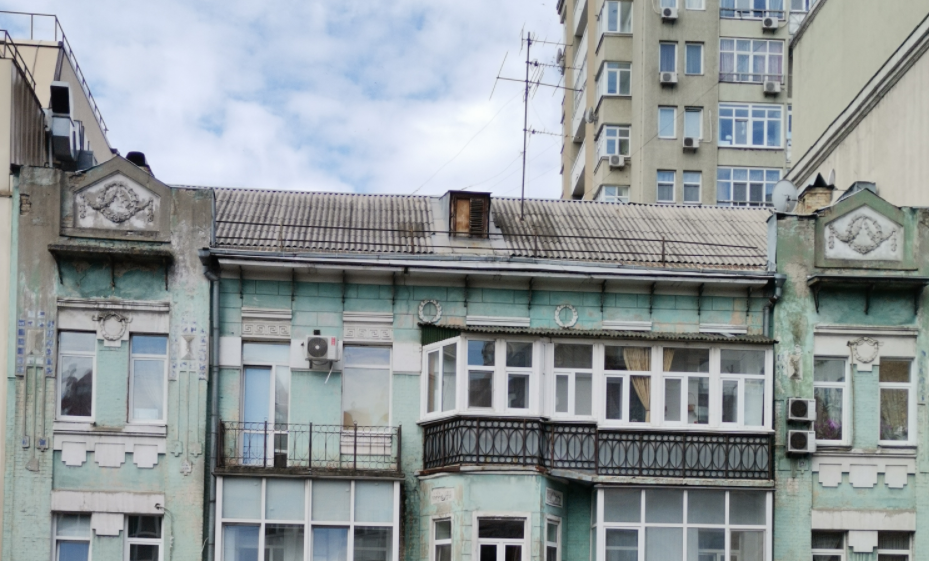
Щипці на вул Саксаганського, 117